# Zalu
Ѕ (Ѕ, ѕ) este o literă a alfabetului chirilic. Corespondentul său în limba română este DZ (DZ, dz).